# جاك بارسونز (لاعب كريكت)
جاك بارسونز (30 مايو 1890 في المملكة المتحدة - 2 فبراير 1981 في المملكة المتحدة) (بالإنجليزية: Jack Parsons)‏ هو كاهن أنجليكاني ولاعب كريكت بريطاني (وحمل سابقاً جنسية المملكة المتحدة لبريطانيا العظمى وأيرلندا). لعب مع نادي وارويكشاير للكريكيت ‏ وEuropeans cricket team ‏.

## وصلات خارجية
- جاك بارسونز على موقع إي آس بي آن كريك إنفو (الإنجليزية)